# كولين فرنانديز
كولين فرنانديز (بالإنجليزية: Collin Fernandez)‏ (13 فبراير 1997 بدانرز غروف في الولايات المتحدة - ) هو لاعب كرة قدم أمريكي في مركز الوسط. شارك مع منتخب الولايات المتحدة تحت 18 سنة لكرة القدم ومنتخب الولايات المتحدة تحت 20 سنة لكرة القدم. أما مع النوادي، فقد لعب مع شيكاغو فاير ولويسفيل سيتي.

## وصلات خارجية
- كولين فرنانديز على موقع الدوري الأمريكي (الإنجليزية)
- كولين فرنانديز على موقع قاعدة بيانات كرة القدم.إي يو (الإنجليزية)
- كولين فرنانديز على موقع Soccerbase.com (لاعب) (الإنجليزية)
- كولين فرنانديز على موقع Soccerway.com (الإنجليزية)
- كولين فرنانديز على موقع عالم كرة القدم.نت (الإنجليزية)
- كولين فرنانديز على موقع AS.com (الإسبانية)